# Cirrodes magnifica
Cirrodes magnifica là một loài bướm đêm trong họ Noctuidae.